# اعضای شورای روابط خارجی
عضویت در شورای روابط خارجی دو نوع است: انفرادی. و ابرشرکتی. عضویت‌های فردی بیشتر به دو نوع تقسیم می‌شوند: عضویت مادام العمر. و عضویت دوره ای، که برای یک دوره پنج ساله است و در زمان درخواست برای افراد بین ۳۰ تا ۳۶ ساله در دسترس است. فقط شهروندان ایالات متحده (بومی متولد شده یا دارای تابعیت) و مقیمان دائمی که برای شهروندی ایالات متحده درخواست داده‌اند واجد شرایط هستند. یک کاندیدای عضویت مادام العمر باید به صورت کتبی توسط یک عضو شورا معرفی و توسط حداقل سه نفر دیگر توصیه شود (که به شدت تشویق می‌شود که سایر اعضای شورا باشند).
عضویت ابرشرکتی (در مجموع ۲۵۰ نفر) به سه سطح تقسیم می‌شود: "بنیانگذاران" (۱۰۰۰۰۰ دلار آمریکا). "حلقه رئیس " (۶۰۰۰۰ دلار آمریکا)؛ و "وابسته ها" (۳۰۰۰۰ دلار آمریکا). همه اعضای اجرایی ابرشرکتی فرصتی برای شنیدن سخنرانان برجسته، مانند روسای جمهور و نخست وزیران کشورهای خارج از کشور، رؤسا و مدیران عامل شرکت‌های چند ملیتی، و مقامات آمریکایی و نمایندگان کنگره دارند. حلقه رئیس و بنیانگذاران نیز از مزایای دیگری برخوردارند، از جمله شرکت در شام‌های کوچک و خصوصی یا پذیرایی با مقامات ارشد آمریکایی و رهبران جهان.

## هیئت مدیره
هیئت مدیره شورای روابط خارجی در مجموع از سی و پنج مسئول تشکیل شده‌است. همچنین دارای یک هیئت مشورتی بین‌المللی متشکل از سی و پنج فرد برجسته از سراسر جهان است.

## اعضای سرشناس شورا
- جینا کی ابرکرومبی-وینستانلی (افسر ارشد تنوع و گنجاندن وزارت امور خارجه ایالات متحده ۲۰۲۱ – در زمان بایدن)
- جان ابی زید (ژنرال ارتش ایالات متحده، رئیس سابق سنتکام)
- مورتون آی. آبراموویتز (دیپلمات، رئیس سابق بنیاد کارنگی، بنیانگذار گروه بین‌المللی بحران تحت حمایت سوروس)
- الیوت آبرامز (وکیل بین‌المللی، مقام سابق وزارت امور خارجه در زمان ریگان و جورج دبلیو بوش)
- استیسی آبرامز (نامزد دموکرات‌ها در انتخابات فرمانداری جورجیا ۲۰۱۸)
- پیتر آکرمن (مؤسس مرکز بین‌المللی درگیری‌های بدون خشونت)
- مایکل اف آدامز (رئیس دانشگاه جورجیا)
- استفان جی آدلر (سردبیر رویترز)
- فواد عجمی (دانشگاهی، تحلیلگر خاورمیانه)
- مادلین آلبرایت (وزیر خارجه ایالات متحده ۱۹۹۷–۲۰۰۱ در دوره کلینتون، سفیر سازمان ملل متحد ۱۹۹۳–۱۹۹۷ در زمان کلینتون، هیئت CFR 2004-2014، گروه استراتژی آسپن)[۵][۶]
- لامار الکساندر (چهل و پنجمین فرماندار تنسی، سناتور جمهوریخواه ایالات متحده، پنجمین وزیر آموزش ایالات متحده در زمان جورج اچ دبلیو بوش)
- دیوید آلتشولر (ژنتیک، مؤسس مؤسسه براد، مدیر عامل شرکت دارویی Vertex)
- آنتونی کلارک آرند (وکیل بین‌المللی، دانشگاهی)
- آدام آرون (رئیس/مدیر عامل AMC Theaters)[۷]
- Anders Åslund (همکار ارشد سابق شورای آتلانتیک[۸]
- کن اولتا (منتقد رسانه ای نیویورکر)
- لوید جی آستین سوم (وزیر دفاع ایالات متحده ۲۰۲۱ – در زمان بایدن)[۹][۱۰]
- بروس بابیت (فرماندار آریزونا ۱۹۷۸–۱۹۸۷، وزیر کشور ایالات متحده ۱۹۹۳–۲۰۰۱ در دوره کلینتون)
- جیمز بیکر (وزیر امور خارجه آمریکا ۱۹۸۹–۱۹۹۲ تحت جورج اچ دبلیو بوش، وزیر خزانه داری ایالات متحده ۱۹۸۵–۱۹۸۸ تحت ریگان، رئیس ستاد کارکنان کاخ سفید ۱۹۸۱–۱۹۸۵ و ۱۹۹۲–۱۹۹۳ به رئیس‌جمهور ریگان و جورج بوش پدر)[۱۱]
- توربرت بیکر (دادستان کل سابق دموکرات گرجستان)
- مایکل دی. بارنز (نماینده سابق دموکرات کنگره آمریکا از مریلند و رئیس کمپین برادی)[۶]
- کارا مدوف بارنت (مدیر اجرایی تئاتر باله آمریکا، مدیر سابق مرکز لینکلن)
- شارلین بارشفسکی (نماینده تجاری سابق ایالات متحده)
- ادوارد اچ. باستیان (مدیرعامل خطوط هوایی دلتا)
- ایوان بای (سناتور دموکرات سابق ایالات متحده و چهل و ششمین فرماندار ایندیانا)
- وارن بیتی (بازیگر، تهیه‌کننده، کارگردان، نقش جان رید در Reds)
- الیزابت بکر (نویسنده/روزنامه‌نگار)[۱۲][۱۳]
- پیتر بینارت (آکادمیک، ستون نویس)
- رابرت بلفر (سوداگر نفت آمریکا شناخته شده برای سهام خود را در شرکت انرون، و هم اسم از کندی دانشگاه هاروارد مدرسه را مرکز بلفر)[۱۴]
- پیتر برگن (روزنامه‌نگار، تحلیلگر امنیت ملی برای CNN)
- نیکلاس برگروئن (بنیانگذار مؤسسه برگروئن)[۱۵]
- هوارد برمن (نماینده سابق دموکرات کنگره آمریکا از کالیفرنیا)
- مایکل بشلوس (پژوهشگر ریاست جمهوری، همسر افسانه مشایخی بشلوس عضو هیئت مدیره CFR)
- ریچارد ای بیسر (رئیس و مدیر عامل بنیاد رابرت وود جانسون ۲۰۱۷ –)
- جفری بیوکس (رئیس تایم وارنر)
- استفان بیدل (تئوریسین تنظیم کننده سیاست ضد شورش ایالات متحده)
- سنفورد بیشاپ (نماینده دموکرات کنگره آمریکا از جورجیا)
- لئون بلک (مدیرعامل مدیریت آپولو ۲۰۰۷–۲۰۲۱، رئیس مشترک MoMA ، جفری اپستین معتمد)[۱۶][۱۷][۱۸][۱۹][۲۰]
- رابرت دی. بلک ویل (هنری کیسینجر عضو ارشد سیاست خارجی ایالات متحده، گروه استراتژی آسپن)[۵]
- آلن بلینکن (عموی آنتونی بلینکن، شکست خورده توسط سن. لری کریگ در انتخابات آیداهو ۲۰۰۲)
- آنتونی بلینکن (وزیر خارجه ایالات متحده ۲۰۲۱ – در زمان بایدن، پسر دونالد مایر بلینکن، پسرخوانده ساموئل پیزار، عضو سابق کمیسیون سه جانبه[۲۱][۲۲][۲۳]
- دونالد ام. بلینکن (پدر آنتونی بلینکن، کارگردان سابق Warburg Pincus که اکنون توسط تیم گیتنر هدایت می‌شود)
- مایکل آر. بلومبرگ، KBE (شهردار نیویورک سیتی ۲۰۰۲–۲۰۱۳، بنیانگذار بلومبرگ LP، عضو کمیسیون سه جانبه[۲۴] پسر همنام مرکز بلومبرگ هاروارد، همنام بزرگترین مدرسه بهداشت عمومی ایالات متحده در جانز هاپکینز)[۲۵][۲۶][۲۷][۲۸][۲۹][۳۰]
- لینکلن پی بلومفیلد جونیور (کارشناس دفاعی و مقام وزارت خارجه آمریکا)
- لی بولینگر (نوزدهمین رئیس دانشگاه کلمبیا ۲۰۰۲-، رئیس سابق فدرال رزرو نیویورک ، مجری جایزه پولیتزر /عضو هیئت مدیره 2003-)[۳۱][۳۲][۳۳][۳۴][۳۵][۳۶]
- جاش بولتن (بیست و دومین رئیس کارکنان کاخ سفید در زمان جورج دبلیو بوش)
- مکس بوت (روزنامه‌نگار، مورخ نظامی و نویسنده سیاست خارجی واشینگتن پست[۳۷][۳۸]
- رودلف (رودی) بوشویتس (سناتور جمهوریخواه ایالات متحده از مینه سوتا ۱۹۷۸–۱۹۹۱، عضو هیئت مدیره آیپک ، عضو هیئت مدیره JINSA و رئیس سابق)[۳۹]
- دانا پسر [کذا] (پژوهشگر ارشد مایکروسافت)[۴۰]
- بیل بردلی (سناتور دموکرات سابق ایالات متحده از نیوجرسی ۱۹۷۹–۱۹۹۷، بازیکن NBA تالار مشاهیر نیویورک نیکس ۱۹۶۷–۱۹۷۷، محقق رودز)[۴۱]
- لائل برینارد (عضو هیئت مدیره فدرال رزرو، مقام وزارت خزانه داری در دوره اوباما، همسر بایدن «تزار آسیایی» کرت ام. کمپبل، عضو سابق کمیسیون سه جانبه[۲۱]
- مارکوس دبلیو براوکلی (ویراستار اجرایی واشینگتن پست 2008-2012)[۴۲]
- ال. پل برمر (دیپلمات، مدیر عامل سابق کیسینجر آسوشیتس)
- ایان برمر (مؤسس و رئیس گروه اوراسیا، عضو کمیسیون سه جانبه[۲۴]
- Lanny A. Breuer (نایب رئیس Covington &amp; Burling، دستیار سابق منهتن DA 1985-1989، دستیار ایالات متحده AG برای بخش جنایی ۲۰۰۹–۲۰۱۳ تحت اوباما)[۴۳]
- جیمز دبلیو (جیم) بریر (هیئت مدیره گروه بلک استون، شرکت هاروارد، والمارت، فیس بوک، WEF، سابقاً در مک کینزی و شرکت، برادر زن الین چائو)
- استفان جی بریر (قاضی دادگاه عالی ایالات متحده، محقق رودز)[۴۴]
- استیون بریل (مؤسس کورت تی وی)
- تام بروکاو (نویسنده، روزنامه‌نگار NBC News[۴۵]
- ادگار برونفمن، جونیور (وارث سیگرام، برادر ناتنی کلر و سارا برونفمن)[۴۶][۴۷]
- ایتان برونر (معاون سردبیر خارجی نیویورک تایمز)
- کیت براون (فرماندار اورگان ۲۰۱۵ - مؤسسه آسپن "ستاره در حال ظهور")[۴۸]
- ارین برنت (سی ان ان لنگر، روزنامه‌نگار)
- ویلیام جوزف برنز (هشتمین مدیر سیا ۲۰۲۱ – در زمان بایدن، رئیس مؤسسه موقوفه کارنگی ۲۰۱۴–۲۰۲۱، معاون وزیر امور خارجه ۲۰۱۱–۲۰۱۴ در زمان اوباما، پنجمین سفیر ایالات متحده در روسیه ۲۰۰۵–۲۰۰۸ در زمان جورج دبلیو بوش)
- دن برتون (نماینده سابق حزب جمهوریخواه کنگره آمریکا از ایندیانا)
- سیلویا ماتیوس بورول (عضو هیئت مدیره CFR ، رئیس دانشگاه آمریکایی ۲۰۱۷-، رئیس سابق بنیاد Walmart و بنیاد بیل و ملیندا گیتس، وزیر HHS 2014-2017 تحت اوباما، محقق رودز، گروه استراتژی آسپن)[۵][۴۹][۵۰]
- جاناتان اس. بوش (مدیر عامل مراقبت‌های بهداشتی، پسر جاناتان بوش، برادر خبرنگار سرگرمی NBC، بیلی بوش، پسر عموی جورج دبلیو بوش)
- کریگ کالهون (رئیس مؤسسه Berggruen، مدیر مدرسه اقتصاد لندن)
- الیزابت کامرون (کارشناس دفاع زیستی، مدیر ارشد امنیت جهانی بهداشت و دفاع زیستی در شورای امنیت ملی در زمان بایدن)[۵۱]
- کرت ام. کمپبل ("تزار آسیاً در زمان بایدن، مقام وزارت امور خارجه در زمان اوباما، شوهر لائل برینارد)
- جیمی کارتر (39th POTUS 1977-1981)
- کری کاوانا (دیپلمات و پروفسور)
- جرالد ال چان (برادر رونی سی چان، پسر همنام دانشکده بهداشت عمومی هاروارد تی چان)
- رونی سی چان (رئیس مشترک انجمن آسیا، برادر جرالد چان، پسر همنام دانشکده بهداشت عمومی هاروارد تی چان[۵۲][۵۳]
- جوجو چانگ (روزنامه‌نگار/خبرنگار ABC News)
- آنجلا چائو (همسر جیم بریر، خواهر الین چائو، دختر بنیانگذار گروه فورموست، جیمز اس سی چائو و روث مولان چو چائو)
- الین چائو (منشی سابق کابینه، همسر سن. میچ مک کانل، دختر همنام مرکز هاروارد روث مولان چو چائو[۱۱]
- Kenneth I. Chenault (عضو هیئت مدیره CFR ، رئیس سابق American Express 2001-2018)[۵۴]
- هنری سیسنروس (دهمین وزیر HUD ایالات متحده در زمان کلینتون)
- وسلی کان کلارک (ژنرال بازنشسته ارتش ایالات متحده، فرمانده عالی نیروهای متفقین ناتو در اروپا ۱۹۹۷–۲۰۰۰، محقق رودز)
- بیل کلینتون (42th POTUS 1993-2001، محقق رودز)[۵۵]
- چلسی کلینتون (عضو هیئت مدیره بنیاد کلینتون قبلا در مک کینزی، تنها دختر بیل و هیلاری کلینتون)[۵۶]
- جورج کلونی (بازیگر، کارگردان، فیلمنامه‌نویس، تهیه‌کننده، "پیام آور صلح سازمان ملل"، برادرزاده رزماری کلونی، و همبازی با سر کوین اسپیسی، KBE مردانی که به بزها خیره می‌شوند)
- دیوید اس. کوهن (پنجمین و هشتمین معاون مدیر سیا ۲۰۱۵–۲۰۱۷ و ۲۰۲۱–)
- ریچارد "دیک" کوهن (ستون نویس واشینگتن پست[۵۷][۵۸]
- N. Anthony "Tony" Coles (عضو هیئت مدیره CFR، مدیر عامل Cerevel Therapeutics ۲۰۱۹–، مشاور ارشد CRISPR Therapeutics AG 2017–، رئیس CRISPR Therapeutics AG 2015–2017، Onyx Pharmaceuticals [201-20] CEO [38[۵۹][۶۰][۶۱][۶۲][۶۳]
- سوزان ام. کالینز (سناتور جمهوریخواه ۵ دوره ای از مین)
- کیتی کوریک (روزنامه‌نگار سابق CBS و NBC، متولی مؤسسه آسپن[۶۴][۶۵][۶۶]
- ادوارد اف کاکس (وکیل، رئیس حزب جمهوری‌خواه نیویورک، داماد ریچارد نیکسون)
- آدری کورث کرونین (استاد دانشکده خدمات بین‌الملل دانشگاه آمریکایی)[۶۷][۶۸][۶۹][۷۰][۷۱]
- مایکل کرو (رئیس دانشگاه ایالتی آریزونا)
- کنت کوکیر (روزنامه‌نگار سابق شاه ماهی قرمز، با ابداع " فرانسلون ")[۷۲]
- ویلیام دیلی (رئیس کارکنان کاخ سفید ۲۰۱۱–۲۰۱۲ در زمان اوباما ، وزیر بازرگانی ایالات متحده ۱۹۹۷–۲۰۰۰ در زمان کلینتون، برادر شهردار سابق شیکاگو ریچارد ام. دیلی، پسر شهردار سابق ریچارد جی دیلی)
- John J. "Jack" DeGioia (رئیس دانشگاه جورج تاون 2001–)[۱۱]
- جان ام. دویچ (مدیر سیا ۱۹۹۵–۱۹۹۶ در زمان کلینتون، عضو کمیسیون سه جانبه، گروه استراتژی آسپن)[۵]
- جکسون دیهل (معاون سردبیر صفحه تحریریه واشینگتن پست)
- جیمی دیمون (رئیس و مدیر عامل JPMorgan Chase 2006-)
- کریس داد (سناتور دموکرات ایالات متحده از کانکتیکات ۱۹۸۱–۲۰۱۱)
- آیلین سی دوناهو (همسر رئیس پی پال / جان دوناهو مدیر عامل نایک)[۷۳]
- توماس آر. دوناهو (دبیر و خزانه‌دار سابق AFL-CIO)
- ویلیام اچ. دونالدسون (رئیس سابق SEC)
- جوآن دونووان (مدیر پژوهش در مرکز شورنشتاین مدرسه کندی هاروارد، مرکز برکمن کلاین برای اینترنت و جامعه وابسته)[۷۴]
- مایکل داگلاس (بازیگر، تهیه‌کننده سندرم چین که چند روز قبل از حادثه جزیره سه مایل منتشر شد)
- جیمز اس دویل (روزنامه‌نگار و فعال)
- کیمبرلی دوزیر (روزنامه‌نگار بی‌بی‌سی، سی بی اس، AP، سی ان ان، دیلی بیست)
- ریچارد دریفوس (بازیگر، نویسنده، نویسنده مشترک The Two Georges ، نقش دیک چنی در W.)
- کنت دوبرشتاین (سیزدهمین رئیس کارکنان کاخ سفید در زمان ریگان)
- جوزف دافی (آکادمیک، مربی)
- رجینا دوگان (Welcome Leap 2020-, Facebook 2017-2020, Google 2012-2017, مدیر دارپا ۲۰۰۹–۲۰۱۲ تحت اوباما)[۷۵][۷۶][۷۷][۷۸][۷۹][۸۰]
- پگی دولانی (فرزند چهارم دیوید راکفلر)
- مروین ام دیمالی (نماینده سابق دموکرات کنگره آمریکا از کالیفرنیا)
- جسی دیلن (کارگردان)
- استر دایسون (خیر دوست، تحلیلگر فناوری، دختر فریمن دایسون)
- الیزابت سی اکونومی (همکار ارشد موسسه هوور، گروه استراتژی آسپن)[۵][۸۱][۸۲][۸۳][۸۴]
- جان ادواردز (سناتور دموکرات سابق ایالات متحده از کارولینای شمالی، نامزد معاون ریاست جمهوری برای انتخابات ۲۰۰۴)
- بلر افرون (نایب رئیس CFR، سابقاً با Warburg Dillon Read، UBS، UBS Warburg، حامی اصلی کمپین‌های ریاست جمهوری جان کری، باراک اوباما، هیلاری کلینتون، جو بایدن)
- کارل آیکنبری (ژنرال ارتش ایالات متحده، سفیر سابق ایالات متحده در افغانستان)
- Luigi R. Einaudi (دبیرکل سابق OAS)
- جسیکا آینهورن (عضو هیئت مدیره تایم وارنر و بلک راک ، مدیر سابق CFR، مدیر عامل سابق بانک جهانی، جانشین ولفوویتز به عنوان رئیس SAIS شد)
- کریستوفر الیاس (رئیس برنامه توسعه جهانی بنیاد بیل و ملیندا گیتس 2011–)[۸۵][۸۶][۸۷][۸۸][۸۹][۹۰]
- کیت الیسون (سی امین دادستان کل مینه سوتا، نماینده سابق کنگره ایالات متحده از مینه سوتا به جای ایلهان عمر)[۹۱]
- ازکیل «زیک» امانوئل (عضو هیئت مشاوران کووید-۱۹ تحت زمان بایدن، برادر رام و آری امانوئل)
- ریچارد انگل (خبرنگار خارجی NBC News)
- استفان انگلبرگ (سردبیر ProPublica 2013-، هیئت جایزه پولیتزر ۲۰۱۲-، روزنامه‌نگار سابق نیویورک تایمز، نویسنده مشترک میکروب‌ها: سلاح‌های بیولوژیکی و جنگ مخفی آمریکا)[۹۲][۹۳]
- Sir Mallory Factor , KCNG (مدیر اجرایی بیوتکنولوژی)[۹۴]
- Jay C. Farrar (Bechtel principal vp)[۹۵]
- Dianne Feinstein (سناتور دموکرات ایالات متحده از کالیفرنیا ۱۹۹۲-، شهردار سانفرانسیسکو ۱۹۷۸–۱۹۸۸ به جای جورج Moscone , Aspen Strategy Group)[۵]
- مارتین فلدشتاین (اقتصاددان، استاد دانشگاه هاروارد)
- راجر دبلیو فرگوسن جونیور (نایب رئیس سابق فدرال رزرو)
- برنارد تی فراری (رئیس دانشکده تجارت کری دانشگاه جان هاپکینز)
- Laurence "Larry" Fink (عضو هیئت مدیره CFR، مدیر عامل BlackRock 1988-، عضو کمیسیون سه جانبه[۲۴][۹۶]
- جان بی فیتزگیبونز (تجار و نیکوکار)
- میشل آنجلیک فلورنوی (از بنیانگذاران CNAS با کرت کمپل، معاون وزیر دفاع در امور سیاست ۲۰۰۹–۲۰۱۲ در دوره اوباما، گروه استراتژی آسپن)[۵]
- تام فولی (رئیس مجلس نمایندگان ایالات متحده ۱۹۸۹–۱۹۹۵ به عنوان نماینده دموکرات کنگره از ایالت واشینگتن)
- کریستین فوربس، CBE (استاد MIT، کمیسیون سه جانبه)[۹۷]
- آبه فاکسمن (مدیر بازنشسته ملی لیگ ضد افترا)
- دونالد ام. فریزر (نماینده سابق دموکرات کنگره ایالات متحده از مینه سوتا)
- میخائیل فریدمن (الیگارش روسی، عضو هیئت مشورتی بین‌المللی)
- تام فریدن (شانزدهمین مدیر CDC 2009-2017 در زمان اوباما)[۹۸]
- توماس فریدمن (ستون نویس نیویورک تایمز)
- بیل فریست (رهبر سابق اکثریت سنای ایالات متحده به عنوان سناتور جمهوریخواه از تنسی)
- آن ام. فاج (عضو هیئت مدیره بنیاد بیل و ملیندا گیتس، بنیاد راکفلر، فدرال رزرو نیویورک، نوارتیس)
- فرانسیس فوکویاما (دانشمند علوم سیاسی، مقام سابق وزارت امور خارجه)
- جیمز کی. گالبریت (استاد مدرسه LBJ در UT Austin، محقق ارشد مؤسسه اقتصاد لوی کالج بارد، پسر جان کنت گالبریث)
- پیتر دبلیو. گالبریث (سفیر ایالات متحده در کرواسی ۱۹۹۳–۱۹۹۸ در زمان کلینتون، برادر بزرگتر جیمز کی. گالبریت)
- پاملا گان (رئیس کالج کلرمونت مک کنا، رئیس سابق دانشکده حقوق دانشگاه دوک)
- اریک گارستی (چهل و دومین شهردار لس آنجلس، محقق رودز، پسر گیل گارستی که OJ Simpson را تحت تعقیب قرار داد)
- لولو گارسیا-ناوارو (مجری NPR)
- هنری لوئیس گیتس (میزبان PBS، استاد هاروارد، متولی مؤسسه آسپن[۶۴][۹۹][۱۰۰]
- رابرت ام. گیتس (وزیر دفاع ایالات متحده ۲۰۰۶–۲۰۱۱ در زمان جورج دبلیو بوش و اوباما، مدیر اطلاعات مرکزی ۱۹۹۱–۱۹۹۳ در زمان جورج اچ دبلیو بوش، گروه استراتژی آسپن)[۵]
- دیوید گفن (رئیس گروه موسیقی یونیورسال)
- تیموتی گیتنر (وزیر خزانه داری ایالات متحده ۲۰۰۹–۲۰۱۳ در دوره اوباما، رئیس فدرال رزرو نیویورک ۲۰۰۳–۲۰۰۹)
- سام گیدنسون (نماینده سابق دموکرات کنگره آمریکا از کانکتیکات)
- بارتون گلمن (روزنامه‌نگار واشینگتن پست، محقق رودز)
- رابرت پی جورج (آکادمیک، استاد دانشگاه پرینستون، الهیات، فیلسوف)
- دیک گفارت (بیست و دومین رهبر اکثریت مجلس نمایندگان ایالات متحده به عنوان نماینده دموکرات کنگره از میسوری)
- جولی گربردینگ (پانزدهمین مدیر CDC 2002-2009 در زمان جورج دبلیو بوش)
- دیوید گرگن (استاد مدرسه کندی هاروارد، مشاور نیکسون، فورد، ریگان، کلینتون، مفسر CNN، عضو کمیسیون سه جانبه[۲۴][۱۰۱][۱۰۲][۱۰۳]
- دانیل ام. گرشتاین (پژوهشگر ارشد سیاست در شرکت RAND، معاون موقت و معاون معاون وزیر در اداره علوم و فناوری DHS 2011-2014)[۱۰۴]
- جیمز اس. گیلمور سوم (شصت و هشتمین فرماندار ویرجینیا ۱۹۹۸–۲۰۰۲)
- بانی گلیک (معاون سابق آژانس توسعه بین‌المللی ایالات متحده ۲۰۱۹–۲۰۲۰)
- پیتر سی گلدمارک جونیور (مدیر عامل اداره بندر نیویورک و نیوجرسی ۱۹۷۷–۱۹۸۵، رئیس بنیاد راکفلر ۱۹۸۸–۱۹۹۷، ناشر سابق International Herald Tribune)
- بیانا گولودریگا (روزنامه‌نگار)
- روی ام. گودمن (عضو جمهوریخواه سابق مجلس سنای ایالت نیویورک)
- مایکل آر. گوردون (خبرنگار امنیت ملی برای وال استریت ژورنال، سابقاً در نیویورک تایمز که به خاطر داستان سلاح‌های کشتار جمعی عراق[۱۰۵][۱۰۶][۱۰۷]
- جیمی گورلیک (بیست و هشتمین معاون دادستان کل ایالات متحده در زمان کلینتون، از BP پس از نشت نفت در سال ۲۰۱۰، عضو کمیسیون ۱۱ سپتامبر، عضو هیئت مدیره آمازون، عضو کمیسیون سه جانبه[۲۴][۱۰۸]
- پورتر گاس (سابق GOP کنگره ایالات متحده از فلوریدا، رئیس سازمان سیا ۲۰۰۴–۲۰۰۶ تحت جورج دبلیو بوش)
- باب گراهام (سی و هشتمین فرماندار دموکرات فلوریدا و سناتور ایالات متحده)
- الیزابت (لالی) گراهام ویموث (دختر فیل و کاترین گراهام، مادر کاترین ویموث که همگی ناشران واشینگتن پست بودند)
- ایوان جی. گرینبرگ (رئیس/مدیر عامل شرکت Chubb Limited 2004-، متولی دانشگاه راکفلر[۱۰۹][۱۱۰]
- موریس R. «هنک» گرینبرگ (CFR عضو هیئت مدیره ۱۹۹۲–۲۰۰۲ و ۲۰۰۴–۲۰۰۹، CFR نایب رئیس ۱۹۹۴–۲۰۰۲، CFR افتخاری نایب رئیس ۲۰۰۲-، سه جانبه کمیسیون عضو سابق، سابق رئیس AIG 1968-2005، کیسینجر محرم)[۱۱۱]
- جاناتان گرینبلات (مدیر/مدیر عامل ADL 2015-، یکی از بنیانگذاران شرکت تابعه استارباکس Ethos Water)[۱۱۲]
- آلن گرینسپن، KBE (رئیس فدرال رزرو ۱۹۸۷–۲۰۰۶)
- جانت جی. مولینز گریسوم (لابی گر حزب جمهوری‌خواه، مقام سابق وزارت خارجه ایالات متحده)
- Gigi Kwik Gronvall (مرکز امنیت سلامت در دانشکده بهداشت عمومی جانز هاپکینز بلومبرگ، ایمونولوژیست ارشد)[۱۱۳][۱۱۴]
- تنزین گیاتسو (دالایی لاما چهاردهم)
- ریچارد ان. هاس (رئیس‌جمهور CFR 2003-، مدیر برنامه‌ریزی سیاست در وزارت خارجه ایالات متحده ۲۰۰۱–۲۰۰۳ در زمان جورج دبلیو بوش، محقق رودز)[۱۱]
- مورتون هالپرین (مشاور ارشد بنیاد جامعه باز، مدیر برنامه‌ریزی سیاست ۱۹۹۸–۲۰۰۱ در زمان کلینتون، سابقاً در موسسه بروکینگز، کارنگی، ACLU، همکار کیسینجر در هاروارد و NSC)
- لی اچ. همیلتون (نماینده سابق دموکرات کنگره ایالات متحده از ایندیانا، نایب رئیس کمیسیون ۱۱ سپتامبر)
- جین هارمن (مرکز ویلسون رئیس‌جمهور emerita 2011-، کمیسیون سه جانبه عضو، آسپن استراتژی گروه)[۵][۲۴]
- دیوید ای. هریس (مدیر کمیته یهودیان آمریکا (AJC))
- گری هارت (سناتور سابق دموکرات ایالات متحده از کلرادو، رئیس شورای جهانی زیست پذیر، عضو هیئت مشورتی برای مشارکت برای آمریکای امن)
- مایکل هایدن (ژنرال نیروی هوایی ایالات متحده، پانزدهمین مدیر آژانس امنیت ملی، مشاور امنیت ملی در دوره کلینتون و بیستمین مدیر سیا در زمان جورج دبلیو بوش)
- کاترینا واندن هوول (ویراستار The Nation، همسر استیون اف کوهن، دختر ویلیام واندن هوول)
- ویلیام واندن هوول (دیپلمات و وکیل بین‌المللی، پدر کاترینا واندن هوول)
- هدر هیگینز (وکیل مدافع زنان، رئیس انجمن زنان مستقل، رئیس بنیاد راندولف)
- فردریک ساموئل «فرد» هیئت (ویراستار صفحه تحریریه واشینگتن پست ناظر صفحه نظرات ۲۰۰۰ – پسر هوارد هیئت)[۱۱۵][۱۱۶]
- فیونا هیل (نویسنده جهانی گرا ، مدیر ارشد سابق شورای امنیت ملی اروپا و روسیه در دوره ترامپ، عضو کمیسیون سه جانبه[۲۴][۱۱۷][۱۱۸]
- کارلا اندرسون هیلز (رئیس مشترک CFR ۲۰۰۷–۲۰۱۷، وزیر HUD ایالات متحده ۱۹۷۵–۱۹۷۷ در زمان فورد، نماینده تجاری ایالات متحده ۱۹۸۹–۱۹۹۳ در زمان جورج اچ دبلیو بوش، عضو کمیسیون سه جانبه[۲۴]
- لئو هیندری (تجار، نیکوکار)
- دین آر. هینتون (دیپلمات سابق)
- ملودی هابسون (رئیس و مدیر عامل Ariel Investments، رئیس استارباکس)[۱۱۹]
- مالکوم هوئن‌لاین (نایب رئیس کنفرانس روسای سازمان‌های بزرگ یهودی آمریکا)
- آرن هافمن (سرمایه‌گذار/کارآفرین)
- رید هافمن (مؤسس لینکدین)[۱۲۰][۱۲۱]
- وارن هوگ (روزنامه‌نگار سابق نیویورک تایمز)
- کیم هلمز (کارشناس سیاست خارجی و دفاع)
- کریستوفر بی هاوارد (رئیس دانشگاه رابرت موریس، هیئت ناظران هاروارد، محقق رودز، کمیسیون سه جانبه، گروه استراتژی آسپن)[۵]
- داگلاس هولتز ایکین (اقتصاددان)
- Gay Huey Evans OBE (مشاور ارشد چتم هاوس، رئیس بورس فلزات لندن[۱۲۲]
- دیوید ای. هانت (رئیس مجلس نمایندگان دموکرات سابق[۱۲۳]
- ویل هرد (GOP کنگره آمریکا از تگزاس ۲۰۱۵–۲۰۲۱، سابق سازمان سیا مامور مخفی 2000-2009)[۴۱]
- آدی ایگناتیوس (سردبیر مجله هاروارد بیزینس ریویو، معاون سابق سردبیر تایم ، برادر دیوید ایگناتیوس)
- دیوید ایگناتیوس (روزنامه‌نگار واشینگتن پست، نویسنده Body of Lies، گروه استراتژی آسپن، عضو کمیسیون سه جانبه[۵][۲۴]
- مارتین ایندیک (همکار برجسته بریتانیایی-استرالیایی CFR، مدیر اجرایی موسسه بروکینگز در مقابل ۲۰۰۱–۲۰۱۸، سفیر ایالات متحده در اسرائیل ۱۹۹۵–۱۹۹۷ و ۲۰۰۰–۲۰۰۱ در زمان کلینتون)[۱۲۴]
- بابی ری اینمن (دریاسالار بازنشسته، مدیر سابق آژانس امنیت ملی در زمان کارتر ۱۹۷۷–۱۹۸۱)
- والتر آیزاکسون (تولان استاد ۲۰۱۸-، امانپور و شرکت خبرنگار ۲۰۱۸-، مؤسسه آسپن رئیس‌جمهور / مدیر عامل شرکت ۲۰۰۳–۲۰۱۸، LRA نایب رئیس، سی ان ان صندلی / مدیر عامل شرکت ۲۰۰۱–۲۰۰۳، زمان ویرایشگر ۱۹۹۶–۲۰۰۱، رودز محقق، نویسنده <i id="mwBk4">کد بریکر</i> ، <i id="mwBlA">کیسینجر</i> و غیره)[۱۲۵]
- فردریک ایزمن (تاجر، مخترع)
- روبرتا اس. جاکوبسون ("تزار مرزی" سابق شورای امنیت ملی در زمان بایدن)
- جیمز ای جانسون (مشاور شرکت نیویورک ۲۰۱۹ – معاون وزیر خزانه داری در امور تروریسم و اطلاعات مالی ۱۹۹۸–۲۰۰۱، دستیار سابق دادستان SDNY)
- جی ال جانسون (دریاسالار بازنشسته نیروی دریایی ایالات متحده، بیست و ششمین رئیس عملیات دریایی ۱۹۹۶–۲۰۰۰، رئیس‌جمهور سابق/ مدیر عامل جنرال داینامیکس)
- جی جانسون (چهارمین وزیر DHS 2013-2017 در زمان اوباما، دستیار سابق دادستان SDNY)
- نانسی جانسون (نماینده سابق حزب جمهوریخواه کنگره آمریکا از کانکتیکات)
- شیلا جانسون (تاجر، رئیس واشینگتن میستکس)
- رابرت وود ("وودی") جانسون چهارم (سرمایه‌گذار، مالک نیویورک جتز، وارث جانسون و جانسون، سفیر سابق در بریتانیا ۲۰۱۷–۲۰۲۱ در دوران ترامپ)
- آنجلینا جولی، DCMG (بازیگر، تهیه‌کننده، کارگردان، " سفیر حسن نیت سازمان ملل ")[۱۲۶]
- الکس اس جونز (مدیر مرکز شورنشتاین مدرسه کندی هاروارد ۲۰۰۰–۲۰۱۵)
- Boisfeuillet Jones Jr. (مدیرعامل و ناشر سابق واشینگتن پست، محقق رودز)
- ورنون جردن (مشاور کلینتون)
- کنت جاستر (سفیر ایالات متحده در هند ۲۰۲۱ - در زمان بایدن، عضو سابق کمیسیون سه جانبه[۲۱]
- رابرت پی. کادلک (HHS ASPR 2017-2021 تحت ترامپ، نظارت بر تمرین همه‌گیری Crimsоn Contagion[۱۲۷]
- جوزف کان (سردبیر نیویورک تایمز)
- والتر اچ. کانشتاینر سوم (دیپلمات آمریکایی، مدیر مؤسس گروه اسکوکرافت)
- جاناتان کارل (خبرنگار ABC News[۱۲۸]
- نانسی کاسبوم (سناتور سابق جمهوری‌خواه ایالات متحده از کانزاس، دختر آلف لاندون و همسر هوارد بیکر)
- ربکا کاتز (مدیر مرکز علوم و امنیت جهانی بهداشت در مرکز پزشکی دانشگاه جورج تاون، عضو کارگروه همه گیر CFR)[۱۲۹][۱۳۰]
- پیتر جی. کاتزنشتاین، FBA (دانشمند علوم سیاسی، دانشگاه کرنل)
- توماس کین، پدر (سیاستمدار حزب جمهوریخواه، فرماندار نیوجرسی ۱۹۸۲–۱۹۹۰، دومین رئیس کمیسیون ۱۱ سپتامبر ۲۰۰۲–۲۰۰۴)
- ریموند دبلیو کلی (سی و هفتمین و چهل و یکمین کمیسر پلیس نیویورک در زمان شهردار دینکینز و شهردار بلومبرگ، KBE)
- فردریک کمپ (رئیس / مدیر عامل شورای آتلانتیک)
- محتار کنت (مدیرعامل سابق و رئیس شرکت کوکاکولا)[۱۳۱]
- جان فوربس کری (اولین "تزار آب و هوا" در دوران بایدن، سناتور سابق دموکرات ایالات متحده از ماساچوست ۱۹۸۵–۲۰۱۳، شصت و هشتمین وزیر امور خارجه ایالات متحده در دوره اوباما ۲۰۱۳–۲۰۱۷، و عضو خانواده فوربس که سابقه انتخاباتی او شامل نامزدی ریاست جمهوری سال ۲۰۰۴ است)[۱۳۲]
- ونسا کری (دکتر، مدیر برنامه سیاست عمومی جهانی و تغییرات اجتماعی در دانشکده پزشکی هاروارد، فعال لیبرال، دختر جان کری)[۱۳۳]
- گلن کسلر (ستون نویس سابق "Fact Checker" در واشینگتن پست)
- زلمی خلیل زاد (بیست و ششمین سفیر سازمان ملل در دوره جورج دبلیو بوش)
- هنری کیسینجر، KCMG (مشاور امنیت ملی ۱۹۶۹–۱۹۷۵ در زمان نیکسون، وزیر امور خارجه ایالات متحده ۱۹۷۳–۱۹۷۷ در زمان نیکسون و فورد، اولین رئیس کمیسیون ۹/۱۱ نوامبر. - دسامبر ۲۰۰۲، نویسنده یادداشت 200 NSS، موضوع محاکمات هنری کیسینجر ، عضو کمیسیون سه جانبه ، مربی کلاوس شواب)[۲۴][۱۳۴][۱۳۵][۱۳۶][۱۳۷]
- جو کلاین (زمان مقاله‌نویس مجله)
- امی کلوبوچار (سناتور دموکرات ایالات متحده از مینه سوتا، دادستان سابق مینیاپولیس)
- ریچارد کوگان (مدیر عامل سابق Schering-Plough 1996-2003، عضو هیئت مدیره Colgate-Palmolive و The Bank of New York Mellon)
- نیکلاس دی کریستوف (متن‌نویس نیویورک تایمز، کمیسیون سه‌جانبه، گروه استراتژی آسپن، محقق رودز)[۵][۲۴][۱۳۸][۱۳۹][۱۴۰]
- پل آر. کروگمن (ستون نویس، اقتصاددان نیویورک تایمز)
- آنیل کومار (تجار، شریک ارشد سابق مک کینزی)
- فیلیپ لادر (دیپلمات، رئیس گروه WPP)
- اریک اس. لندر (دانشمند MIT ، مدیر دفتر سیاست علم و فناوری و مشاور علمی رئیس‌جمهور ۲۰۲۱ – در زمان بایدن)[۱۴۱][۱۴۲][۱۴۳]
- ریچارد دبلیو لاریویر (پژوهشگر، رئیس دانشگاه اورگان)
- لورا لادر (خیر دوست، عروس ویلیام پی لادر)[۱۴۴]
- لئونارد لادر (برادر بزرگ رون لادر، پسر استی لادر)
- رونالد اس. لادر (رئیس کنگره جهانی یهودی ۲۰۰۷ – جانشین ادگار برونفمن پدر.)[۱۴۵]
- ویلیام پی لادر (مدیر عامل شرکت‌های Estée Lauder، پسر لئونارد لادر)
- Risa Lavizzo-Mourey (رئیس و مدیر عامل بنیاد رابرت وود جانسون ۲۰۰۳–۲۰۱۷)
- جیم لیچ (سابق GOP کنگره ایالات متحده از آیووا، رئیس NEH تحت اوباما)
- جیم لرر (روزنامه‌نگار، مجری سابق PBS NewsHour)
- جک لو (هفتاد و ششمین وزیر خزانه داری ایالات متحده و رئیس کارکنان کاخ سفید در دوره اوباما، مدیر ارشد اجرایی سابق سیتی گروپ ۲۰۰۶–۲۰۰۸)
- جان لوئیس (نماینده دموکرات کنگره ایالات متحده از گرجستان، رهبر حقوق مدنی)
- مارا لیاسون (خبرنگار سیاسی ملی NPR)
- جو لیبرمن (سناتور سابق دموکرات/مستقل ایالات متحده از کانکتیکات، نامزد دموکرات برای معاونت رئیس‌جمهور ایالات متحده در انتخابات ۲۰۰۰)
- لوئیس «اسکوتر» لیبی (وکیل، رئیس سابق دفتر معاون رئیس‌جمهور دیک چنی)
- هربرت لندن (آکادمیک، فعال، رئیس سابق مدرسه گالاتین دانشگاه نیویورک، رئیس سابق موسسه هادسون)
- فرانک لونتز (مشاور GOP، نظرسنجی)[۱۴۶]
- نایجل لیثگو (تهیه‌کننده سابق امریکن آیدل، قاضی پس تو فکر می‌کنی می‌توانی برقصی)
- گرگ مافی (رئیس/مدیر عامل لیبرتی مدیا، رئیس Live Nation Entertainment، Sirius XM و TripAdvisor، CFO سابق اوراکل و مایکروسافت)[۱۴۷]
- کاترین ماهر (قبلاً در بنیاد ویکی‌مدیا، WEF، بانک جهانی، یونیسف، HSBC)[۱۴۸]
- فرد ملک (تجار، رئیس سابق هتل‌های ماریوت و خطوط هوایی نورث وست)
- دیوید مالپاس (اقتصاددان، سیاستمدار جمهوریخواه)
- آنیا مانوئل (مدیر گروه استراتژی آسپن[۱۴۹][۱۵۰]
- دیوید ا. مارکوس (رئیس سابق پی پال، رئیس سابق مسنجر فیس بوک)
- ربکا مارک یوسباشه (رئیس سابق انرون اینترنشنال، آزوریکس در لباس آبی آرژانتین)
- کتی مارتون (نویسنده/روزنامه‌نگار، بیوه ریچارد هالبروک و همسر سابق پیتر جنینگز)[۱۵۱]
- ویلیام اف مارتین (ششم معاون وزیر انرژی و دبیر اجرایی شورای امنیت ملی در زمان ریگان)
- آلخاندرو مایورکاس (وزیر DHS 2021 – در زمان بایدن)
- جیمی مک آلیف (همکار ارشد مؤسسه آسپن، «کارآفرین اجتماعی» بنیاد شواب[۱۵۲][۱۵۳][۱۵۴]
- بری مک کافری (ژنرال بازنشسته ارتش ایالات متحده، تحلیلگر، «تزار مواد مخدر» ۱۹۹۶–۲۰۰۱ در زمان کلینتون)[۱۵۵]
- استن مک کریستال (ژنرال بازنشسته ارتش ایالات متحده، فرمانده JSOC 2003-2008 برای افغانستان، شخصیت مرکزی در ماشین جنگی)[۱۵۶][۱۵۷][۱۵۸][۱۵۹]
- دیوید مک کورمیک (مدیر عامل Bridgewater Associates , Aspen Strategy Group)[۵]
- دینا پاول مک کورمیک (رئیس جهانی پایداری در گلدمن ساکس، رئیس سابق بنیاد گلدمن ساکس، عضو ارشد در مرکز بلفر مدرسه هاروارد کندی، گروه استراتژی آسپن)[۵]
- سینتیا مک فادن (خبرنگار حقوقی NBC News 2014–، خبرنگار ABC News 1994–2014)
- رابرت سی "باد" مک فارلین (مشاور امنیت ملی ۱۹۸۳–۱۹۸۵ در زمان ریگان)
- Thomas F. "Mack" McLarty, III (رئیس کارکنان کاخ سفید ۱۹۹۳–۱۹۹۴ در زمان کلینتون، شریک سابق در Kissinger McLarty Associates)[۱۶۰]
- ویلیام اچ مک ریون (دریاسالار بازنشسته، فرمانده USSOC 2011-2014، فرمانده JSOC 2008-2011 جانشین مک کریستال)[۱۱][۱۶۱]
- کریستوفر سی میلر (وزیر دفاع موقت ایالات متحده ۲۰۲۰–۲۰۲۱ به جای مارک اسپر در دوران ترامپ)
- جودیت میلر (روزنامه‌نگار سابق نیویورک تایمز برنده پولیتزر که به خاطر داستان‌های WMD و Plame عراقی، عضو سابق گروه استراتژی آسپن شناخته می‌شود[۱۶۲][۱۶۳][۱۶۴]
- ویلیام گرین میلر (دومین سفیر ایالات متحده در اوکراین در زمان کلینتون)
- Judith A. "Jami" Miscik (نایب رئیس هیئت مدیره CFR، معاون مدیر اطلاعات سازمان سیا در ۲۰۰۲–۲۰۰۵، رئیس جهانی ریسک حاکمیتی در Lehman Brothers 2005-2008، رئیس PIAB 2014-2017 تحت ریاست اوباما-Chair، رئیس‌جمهور و معاون اوباما Kissinger Associates 2009–، عضو کمیسیون سه جانبه[۲۴]
- آندریا میچل (خبرنگار NBC News، همسر آلن گرینسپن KBE، عضو کمیسیون سه جانبه[۲۴]
- جورج جی میچل GBE (هیئت CFR 1995-2005، رهبر اکثریت سنا ۱۹۸۹–۱۹۹۵ به عنوان سناتور دموکرات ایالات متحده از مین، نایب رئیس کمیسیون ۹/۱۱ نوامبر. - دسامبر ۲۰۰۲، رئیس شرکت والت دیزنی 2004-2007)[۱۶۵][۱۶۶][۱۶۷][۱۶۸]
- لیزا او. موناکو (معاون دادستان کل ایالات متحده ۲۰۲۱ – در زمان بایدن)
- والتر موندال (VPOTUS 1977-1981 در زمان کارتر، نامزد دموکرات ریاست جمهوری برای انتخابات ۱۹۸۴)
- Les Moonves (رئیس و مدیر عامل سابق CBS 2003-2018)[۱۶۹][۱۷۰]
- تری موران (خبرنگار ABC News)
- رابرت موسباکر جونیور (تجار، پسر رابرت موسباخر)
- Langhorne A. Motley (دیپلمات سابق و مقام وزارت خارجه ایالات متحده)
- دیوید مولفورد (بیست و یکمین سفیر ایالات متحده در هند در زمان جورج دبلیو بوش، مدیر اجرایی سابق کردیت سوئیس، عضو موسسه هوور)
- روپرت مرداک (بنیانگذار/رئیس/مدیر عامل نیوز کورپ و فاکس نیوز)
- جانت ناپولیتانو (هیئت CFR 2016-، بیستمین رئیس دانشگاه کالیفرنیا ۲۰۱۳–۲۰۲۰، سومین وزیر DHS ایالات متحده ۲۰۰۹–۲۰۱۳ در زمان اوباما، بیست و یکمین فرماندار آریزونا 2003-2009)[۱۷۱][۱۷۲][۱۷۳]
- جان دی. نگروپونته (معاون وزیر امور خارجه ایالات متحده ۲۰۰۷–۲۰۰۹ در زمان جورج دبلیو بوش، سفیر سازمان ملل متحد ۲۰۰۱–۲۰۰۴ در زمان جورج دبلیو بوش، اولین مدیر اطلاعات ملی ۲۰۰۵–۲۰۰۷ در زمان جورج دبلیو بوش، موضوع سفیر، برادر نیکلاس نگروپونته، بنیانگذار MIT Media Lab، عضو کمیسیون سه جانبه[۲۴]
- دایانا ویلیرز نگروپونته (وکیل، دختر سر چارلز انگلیسی هاید ویلیرز، همسر جان نگروپونته)
- النور هولمز نورتون (نماینده منطقه بزرگ دی سی)
- جوزف اس نای جونیور (دانشگاه هاروارد کندی، دستیار وزیر دفاع در امور امنیت بین‌الملل در دوره کلینتون، آکادمی بریتانیا، محقق رودز، عضو کمیسیون سه‌جانبه[۲۴]
- استن اونیل (رئیس و مدیر عامل سابق مریل لینچ)
- پیتر ال اسنوس (روزنامه‌نگار واشینگتن پست ۱۹۶۶–۱۹۸۴، پدر روزنامه‌نگار ایوان اوسنوس)
- سوزان شرر اوسنوس (رئیس مرکز غیرنظامیان در درگیری، همسر پیتر اوسنوس)
- مگان اوسالیوان (هیئت مدیره CFR و Raytheon، رئیس کمیسیون سه جانبه آمریکای شمالی)
- تارا اوتول (همکار ارشد و معاون اجرایی در In-Q-Tel، معاون وزیر امنیت داخلی برای علم و فناوری ۲۰۰۹–۲۰۱۳ در زمان اوباما، نویسنده و تهیه‌کننده اصلی عملیات زمستان تاریک و سناریوهای بیوترور طوفان اقیانوس اطلس[۱۷۴][۱۷۵]
- رابرت پاستور (مشاور امنیت ملی، داماد رابرت مک نامارا)
- جورج پاتاکی (سیاستمدار حزب جمهوری‌خواه، پنجاه و سومین فرماندار نیویورک)
- هنری پالسون (هفتاد و چهارمین وزیر خزانه داری ایالات متحده در زمان جورج دبلیو بوش)
- کریستینا اچ. پکسسون (نوزدهمین رئیس دانشگاه براون)
- پیتر جی پیترسون (بیستمین وزیر بازرگانی ایالات متحده در زمان نیکسون)
- دیوید پترائوس (ژنرال بازنشسته ارتش ایالات متحده، رئیس سابق سنتکام ۲۰۰۸–۲۰۱۰، بیست و دومین مدیر سیا ۲۰۱۱–۲۰۱۲ در دوره اوباما، کمیسیون سه جانبه، گروه استراتژی آسپن)[۵][۲۴]
- تام پتری (نماینده جمهوریخواه کنگره آمریکا از ویسکانسین)
- استیو پیجنیک (مقام سابق وزارت خارجه آمریکا)
- کیتی پیلگریم (روزنامه‌نگار و گوینده در CNN)
- والتر پینکوس (خبرنگار امنیت ملی واشینگتن پست ۱۹۷۵–۲۰۱۵ برنده جایزه پولیتزر، که در ماجرای Plame نقش داشت)[۱۷۶][۱۷۷]
- دانیل پایپس (آکادمیک، نویسنده، مورخ، پسر ریچارد پایپس)
- Mae Podesta (مدیر نامزدی در McKinsey 2011-2015، مدیر لیبریا ۲۰۰۴–۲۰۰۸ در بنیاد کلینتون، دختر جان پودستا)[۱۷۸][۱۷۹]
- نورمن پودهورتز (سردبیر سابق «تفسیر»، عضو ارشد مؤسسه هادسون، امضاکننده پروژه قرن جدید آمریکا (PNAC)
- استیو پویزنر (تاجر کالیفرنیایی و سیاستمدار جمهوری‌خواه)
- رومن پاپادیوک (اولین سفیر ایالات متحده در اوکراین در زمان جورج دبلیو بوش و کلینتون، مدیر اجرایی بنیاد کتابخانه ریاست جمهوری جورج بوش)
- آرتورو سی پورزکانسکی (اقتصاددان وال استریت و استاد دانشگاه)
- جروم پاول (شانزدهمین رئیس فدرال رزرو ۲۰۱۸ –)
- لورن پاول جابز (عضو هیئت مدیره CFR، بنیانگذار Emerson Collective که مالک آتلانتیک، بیوه استیو جابز)[۱۸۰]
- چارلز پرینس (مدیر عامل سابق سیتی گروپ)
- پنی پریتزکر (رئیس بنیاد کارنگی، خواهر چهل و سومین فرماندار ایلینوی جی بی پریتزکر، دختر دونالد پریتزکر، بنیانگذار هتل‌هایت، سی و هشتمین وزیر بازرگانی ایالات متحده در دوره اوباما، گروه استراتژی آسپن)[۵]
- توماس پریتزکر (رئیس اجرایی هتل‌هایت، پسر جی پریتزکر، بنیانگذار Hyatt، و پسر عموی پنی و جی بی پریتزکر)[۱۸۱]
- جنیفر راب (رئیس کالج هانتر)
- استوارت جی رابین (شورای بین‌المللی در مرکز بلفر مدرسه هاروارد کندی)[۱۸۲]
- جینا ام. ریموندو (وزیر بازرگانی ایالات متحده ۲۰۲۱ – در زمان بایدن، فرماندار رود آیلند ۲۰۱۵–۲۰۲۱، محقق رودز)
- دان راتر (روزنامه‌نگار، مجری سابق CBS)
- جک رید (سناتور دموکرات ایالات متحده از رود آیلند ۱۹۹۷-، گروه استراتژی آسپن)[۵]
- ادوارد ریگان (بازرس سابق ایالت نیویورک)
- ال. رافائل ریف (رئیس MIT 2012 – عضو هیئت مدیره CFR[۱۸۳][۱۸۴]
- جانت رنو (دادستان کل ایالات متحده ۱۹۹۳–۲۰۰۱ جانشین بیل بار در زمان کلینتون)
- کاندولیزا رایس (وزیر خارجه ایالات متحده ۲۰۰۵–۲۰۰۹ در زمان جورج دبلیو بوش، رئیس مشترک گروه استراتژی آسپن[۱۸۵]
- سوزان رایس (مدیر شورای سیاست داخلی تحت رهبری بایدن، دختر لوئیس دیکسون و امت رایس، محقق رودز)[۱۸۶]
- بیل ریچاردسون (مدیر ارشد مدیریت کیسینجر McLarty همکاران، فرماندار نیومکزیکو ۲۰۰۳–۲۰۱۰، سفیر سازمان ملل متحد ۱۹۹۷–۱۹۹۸ و وزیر انرژی ایالات متحده ۱۹۹۸–۲۰۰۱ تحت کلینتون، جاسوسی چینی منبع افشای)[۱۶۸][۱۸۷][۱۸۸][۱۸۹][۱۹۰][۱۹۱]
- آلیس ریولین (اقتصاددان، عضو سابق کابینه ایالات متحده)
- چاک راب (شصت و چهارمین فرماندار ویرجینیا، سناتور سابق دموکرات ایالات متحده از ویرجینیا، داماد لیندون بی. جانسون)
- دیوید راکفلر جونیور (پسر رئیس سابق CFR دیوید راکفلر و پدر آریانا راکفلر)
- جان دی «جی» راکفلر چهارم (سناتور دموکرات ایالات متحده از ویرجینیای غربی، بیست و نهمین فرماندار ویرجینیای غربی، شوهر شارون راکفلر)
- نیکلاس راکفلر (تاجر اوراق بهادار)[۱۹۲]
- استیون سی راکفلر (استاد بازنشسته کالج میدلبری، پسر مری کلارک و نلسون راکفلر)
- سوزان کوهن راکفلر (فیلمساز، همسر دیوید راکفلر جونیور.)
- والری راکفلر (دختر شارون پرسی، رئیس سابق CPB و سن. جی راکفلر)
- جودیت رودین (رئیس بنیاد راکفلر ۲۰۰۵–۲۰۱۷، رئیس دانشگاه پنسیلوانیا 1994-2004)[۱۹۳]
- چارلی رز (روزنامه‌نگار سابق در CBS و PBS، مجری برنامه The Charlie Rose Show 1991-2017)[۱۹۴][۱۹۵]
- جک روزن (رئیس کنگره یهودیان آمریکا)
- جفری ای. روزن (معاون سابق دادستان کل ایالات متحده ۲۰۱۹–۲۰۲۰ در زمان ترامپ)
- لیز روزنبرگ (رمان‌نویس، شاعر، ستون نویس The Boston Globe)
- دیوید جی. روتکف (نویسنده، مدیر عامل سابق Kissinger Associates، عضو سابق هیئت مشاوران دانشکده بهداشت عمومی جانز هاپکینز بلومبرگ[۱۹۶][۱۹۷][۱۹۸]
- لین فارستر دو روچیلد (تاجر زن)[۱۹۹][۲۰۰][۲۰۱]
- سیسیلیا النا روس (سی امین رئیس شورای مشاوران اقتصادی در زمان بایدن، رئیس سابق مدرسه وودرو ویلسون)
- دیوید روبنشتاین (رئیس CFR ، بنیانگذار گروه کارلایل، همنام ساختمان HKS، عضو کمیسیون سه جانبه، متولی WEF[۲۴][۲۰۲][۲۰۳]
- رابرت روبین (هفتادمین وزیر خزانه داری ایالات متحده در زمان کلینتون، رئیس سابق هیئت مدیره گلدمن ساکس، سیتی گروپ، پیشگام لغو قانون گلس استیگال)
- هایم سابان (مؤسس، گروه سرمایه سابان)
- جفری دی ساکس (اقتصاددان آمریکایی، مدیر سابق موسسه زمین در دانشگاه کلمبیا)[۲۰۴]
- شریل سندبرگ (مدیر اجرایی فیس بوک)[۲۰۵][۲۰۶]
- دیوید ای. سنگر (خبرنگار نیویورک تایمز کاخ سفید و امنیت ملی، عضو گروه استراتژی آسپن[۲۰۷][۲۰۸]
- روث ساورد (کتابدار CFR)
- دایان سایر (روزنامه‌نگار، ABC News)[۱۱]
- آنتونی اسکاراموچی (مؤسس SkyBridge Capital[۲۰۹]
- بادی شاه (مدیر عامل و یکی از بنیانگذاران IDinsight)[۲۱۰]
- راج شاه (معاون دبیر مطبوعاتی کاخ سفید ۲۰۱۷–۲۰۱۹ در زمان ترامپ، فاکس کورپ. در مقابل ۲۰۱۹-)
- راجیو جی (راج) شاه (رئیس بنیاد راکفلر ۲۰۱۷ – عضو کمیسیون سه جانبه[۲۴][۲۱۱]
- باب شیفر (نویسنده، روزنامه‌نگار CBS News)
- اریک ای. اشمیت (مدیر عامل سابق گوگل، عضو کمیسیون سه جانبه[۲۴]
- اریک پی اشمیت (خبرنگار برنده پولیتزر در نیویورک تایمز از داستان «روسیه فضل»)[۲۱۲][۲۱۳][۲۱۴][۲۱۵][۲۱۶]
- مایکل ان. اشمیت (پژوهشگر برجسته جی. نورمن لیبر در وست پوینت)[۲۱۷]
- کرت اشموک (چهل و ششمین شهردار بالتیمور، محقق رودز)
- پیتر شوارتز (از بنیانگذاران شبکه جهانی تجارت[۱۹۳]
- استفان ام. شوبل (قاضی، قاضی سابق دیوان بین‌المللی دادگستری)
- دن سنور (مشاور سابق سیاست خارجی در زمان جورج دبلیو بوش، تحلیلگر سابق سیاست خارجی فاکس نیوز)
- دونا شالالا (هجدهمین وزیر HHS ایالات متحده در زمان کلینتون، رئیس دانشگاه میامی)
- وندی شرمن (بیست و یکمین معاون وزیر امور خارجه ایالات متحده در زمان بایدن، عضو سابق کمیسیون سه جانبه[۲۱][۲۱۸]
- ادوارد شواردنادزه (دومین رئیس‌جمهور گرجستان)
- مایکل شیفتر (آکادمیک، رئیس گفتگوی بین آمریکایی)
- اریک شینسکی (هفتمین وزیر امور کهنه سربازان ایالات متحده در زمان اوباما، سی و چهارمین رئیس ستاد ارتش ایالات متحده در زمان کلینتون و جورج دبلیو بوش)
- آمیتی شلیز (مطلب و مورخ خبری بلومبرگ)
- تیموتی شرایور (رئیس و مدیر عامل المپیک ویژه، برادر ماریا شرایور و پسر یونیس کندی و سارجنت شرایور)
- جورج شولتز (شصتمین وزیر امور خارجه ایالات متحده در زمان ریگان، شصت و دومین وزیر خزانه داری ایالات متحده و یازدهمین وزیر کار ایالات متحده در زمان نیکسون)
- لارنس اچ. سیلبرمن (قاضی دادگاه استیناف ایالات متحده برای مدار DC 1985-)
- آدام سیلور (کمیسیون NBA 2014 – جانشین دیوید استرن)[۱۱][۲۱۹]
- رابرت سیلورز (ویراستار New York Review of Books)
- والتر بی اسلوکامب (معاون سابق وزیر دفاع در امور سیاست)
- بردفورد ال. اسمیت (رئیس مایکروسافت[۲۲۰][۲۲۱]
- فردریک دبلیو اسمیت (مدیرعامل و بنیانگذار FedEx)
- المپیا جی اسنو (سناتور جمهوری‌خواه سابق ایالات متحده از مین)
- نانسی سودربرگ (سفیر جایگزین سازمان ملل متحد در دوره کلینتون ۱۹۹۷–۲۰۰۱)
- اندرو راس سورکین (روزنامه‌نگار تجاری نیویورک تایمز و CNBC)[۲۲۲]
- جورج سوروس (هیئت CFR 1995-2004، سفته باز ارز، سرمایه‌گذار، تاجر)[۲۲۳][۲۲۴][۲۲۵][۲۲۶][۲۲۷][۲۲۸]
- جاناتان سوروس (مدیر صندوق، پسر جورج سوروس و برادر ناتنی الکساندر سوروس)
- جان اسپرات (نماینده سابق دموکرات کنگره آمریکا از کارولینای جنوبی)
- لسلی استال (روزنامه‌نگار CBS News)
- جیمز ای «جس» استالی (مدیر عامل بارکلیز[۲۲۹][۲۳۰]
- جیمز بی استاینبرگ (معاون وزیر خارجه ایالات متحده ۲۰۰۹–۲۰۱۱ در دوره اوباما، معاون مشاور امنیت ملی ۱۹۹۷–۲۰۰۱ در دوره کلینتون، کمیسیون سه جانبه، گروه استراتژی آسپن، شرکت کننده بیلدربرگ)[۵]

### افسران و مدیرانبازنشستهو افتخاری فعلی
- مادلین کی آلبرایت (کارگردان بازنشسته)
- لزلی اچ. گلب (رئیس‌جمهور بازنشسته)
- موریس آر. گرینبرگ (نایب رئیس افتخاری)
- پیتر جی پیترسون (رئیس بازنشسته)
- دیوید راکفلر (رئیس افتخاری)

## اعضای سرشناس تاریخی
- هربرت آگار (نویسنده، سردبیر The Louisville Courier-Journal)
- هارولد اگنیو (فیزیکدان، مدیر آزمایشگاه ملی لوس آلاموس)
- اومبرتو آنیلی (صنعتگر ایتالیایی، مدیر عامل فیات)
- راجر آیلس (رئیس و مدیر عامل سابق فاکس نیوز)
- فواد عجمی (استاد مطالعات خاورمیانه دانشگاه جان هاپکینز)
- جان بی اندرسون (GOP / نماینده مستقل کنگره ایالات متحده از ایلینوی، نامزد مستقل در انتخابات ریاست جمهوری ۱۹۸۰ ایالات متحده)
- لس آسپین (نماینده دموکرات کنگره ایالات متحده از ویسکانسین، هجدهمین وزیر دفاع ایالات متحده در زمان کلینتون، محقق رودز)
- کنت بیکن (روزنامه‌نگار آمریکایی)
- هاوارد بیکر (رهبر اکثریت سیزدهم سنا به عنوان یک سناتور جمهوری‌خواه ایالات متحده از تنسی، دوازدهمین رئیس کارکنان کاخ سفید در زمان رونالد ریگان، شوهر نانسی کاسبوم بیکر)
- جورج وایلدمن بال (دیپلمات آمریکایی)
- سندی برگر (نوزدهمین مشاور امنیت ملی ایالات متحده در زمان کلینتون)[۲۳۱]
- جو بایدن (۴۶ POTUS 2021-، ۴۷ VPOTUS 2009-2017، دموکرات سناتور آمریکایی از دلاور ۱۹۷۳–۲۰۰۹)
- جاناتان بینگهام (نماینده دموکرات کنگره آمریکا از نیویورک، دیپلمات)
- Conrad Black، The Rt Hon Lord Black of Crossharbour, KCSG (ناشر سابق روزنامه بریتانیایی متولد کانادا، عضو هیئت مشورتی بین‌المللی)[۲۳۲]
- شرلی تمپل بلک (ستاره کودک، سفیر ایالات متحده در چکسلواکی ۱۹۸۹–۱۹۹۲، سفیر ایالات متحده در غنا ۱۹۷۴–۱۹۷۶، همسر چارلز آلدن بلک از موسسه تحقیقاتی استنفورد)
- لینکلن پی بلومفیلد (مقام وزارت خارجه آمریکا و کارشناس سیاست خارجی)
- دیوید بورن (سناتور سابق دموکرات ایالات متحده از اوکلاهاما و رئیس دانشگاه اوکلاهاما)
- رودی بوشویتس (سناتور جمهوری‌خواه سابق آمریکا از مینه‌سوتا)
- رابرت آر. بووی، (انجمن سیاست خارجی، مدیر برنامه‌ریزی سیاست ۱۹۵۳–۱۹۵۷؛ بنیانگذار هنری کیسینجر از مرکز امور بین‌الملل هاروارد ۱۹۵۸، مشاور وزارت امور خارجه ۱۹۶۶–۱۹۶۸، افسر ارشد اطلاعات ملی سیا ۱۹۷۷–۱۹۷۹، کمیسیون سه جانبه)
- بیل مویرز (دبیر مطبوعاتی کاخ سفید تحت رهبری LBJ، مفسر عمومی PBS)
- دانیل پاتریک مونیهان (دیپلمات، سناتور سابق دموکرات ایالات متحده از نیویورک ۱۹۷۷–۲۰۰۱)
- ادموند ماسکی (پنجاه و هشتمین وزیر امور خارجه ایالات متحده در زمان کارتر، سناتور ایالات متحده از مین، شصت و چهارمین فرماندار مین، نامزد دموکرات معاون رئیس‌جمهور برای انتخابات ۱۹۶۸)
- ریچارد نیکسون (۳۷ POTUS 1969-1974، VPOTUS 1953-1961، GOP سناتور آمریکایی از کالیفرنیا ۱۹۵۰–۱۹۵۳)
- پل نیتزه (وزیر نیروی دریایی تحت LBJ)
- ساندرا دی اوکانر (قاضی دادگاه عالی ایالات متحده ۱۹۸۱–۲۰۰۶)
- پیتر جی پیترسون (بنیانگذار/مدیر عامل گروه بلک استون ، مدیر عامل Lehman Brothers 1973-1984، رئیس CFR 1985-2007)
- ریچارد پایپس (دانشگاهی، پدر بنیانگذار/مدیر انجمن خاورمیانه دانیل پایپس)
- کالین پاول KCB (وزیر خارجه ایالات متحده ۲۰۰۱–۲۰۰۵ در زمان جورج دبلیو بوش، مشاور امنیت ملی ایالات متحده ۱۹۸۷–۱۹۸۹ در زمان ریگان، رئیس ستاد مشترک ۱۹۸۹–۱۹۹۳ در زمان جورج اچ دبلیو بوش)[۲۳۳]
- پریسیلا پریسلی (بازیگر و رئیس سابق هیئت مدیره Elvis Presley Enterprises)
- چارلز رانگل (نماینده دموکرات کنگره آمریکا از نیویورک ۱۹۷۱–۲۰۱۷)
- آبراهام ای. ریبیکوف (سناتور دموکرات سابق ایالات متحده از کنتیکت)
- دیوید راکفلر (رئیس CFR 1970-1985، رئیس و مدیر عامل بانک چیس منهتن 1969-1981)[۲۳۴][۲۳۵][۲۳۶]
- نلسون راکفلر (چهل و یکمین VPOTUS 1974-1977 تحت فورد، چهل و نهمین فرماندار نیویورک ۱۹۵۹–۱۹۷۳)
- جان دی راکفلر سوم (بنیانگذار شورای جمعیت، برادر ابی، نلسون، وینتروپ، لورانس و دیوید راکفلر)
- فلیکس روهاتین (بانکدار سرمایه‌گذاری با لازارد، سفیر ایالات متحده در فرانسه در دوره کلینتون)
- مارک بی روزنبرگ (رئیس دانشگاه بین‌المللی فلوریدا)
- یوجین روستو (رئیس سابق دانشکده حقوق ییل، محقق حقوقی)
- والت روستو (هفتمین مشاور امنیت ملی تحت LBJ)
- ویلیام وی. راث جونیور (سناتور جمهوریخواه سابق ایالات متحده از دلاور)
- دین راسک (پنجاه و چهارمین وزیر امور خارجه ایالات متحده در زمان JFK و LBJ)
- کارل سیگان (دانشمند آمریکایی)
- آرتور شلزینگر (تاریخ، دانشگاهی)
- برنت اسکوکرافت (مشاور امنیت ملی ایالات متحده ۱۹۷۵–۱۹۷۷ و ۱۹۸۹–۱۹۹۳ در زمان رؤسای جمهور فورد و جورج اچ دبلیو بوش، رئیس مشترک گروه استراتژی آسپن[۵]
- Raymond P. Shafer (فرماندار سابق GOP پنسیلوانیا)
- ران سیلور (بازیگر، کارگردان، تهیه‌کننده، یکی از بنیانگذاران One Jerusalem، نقش آلن درشویتز در Reversal of Fortune ، نقش هنری کیسینجر در کیسینجر و نیکسون)
- تونی اسنو (دبیر مطبوعاتی سابق در زمان جورج دبلیو بوش، روزنامه‌نگار، مجری برنامه گفتگوی رادیویی)
- استروب تالبوت (دیپلمات، رئیس موسسه بروکینگز، روزنامه‌نگار)
- ریچارد تورنبرگ (۷۶امین دادستان کل ایالات متحده در زمان ریگان و جورج اچ دبلیو بوش، هفتاد و ششمین فرماندار پنسیلوانیا)
- استنزفیلد ترنر (دریاسالار نیروی دریایی ایالات متحده، دوازدهمین مدیر سیا تحت نظر کارتر، محقق رودز)
- سانفورد جی. اونگار (رئیس بازنشسته کالج گوچر، میزبان همه چیزها ۱۹۸۰–۱۹۸۲)
- سایروس ونس (وزیر امور خارجه ایالات متحده ۱۹۷۷–۱۹۸۰ در زمان کارتر، و پدر سایروس ونس جونیور)
- پل ولکر (رئیس فدرال رزرو ۱۹۷۹–۱۹۸۷)
- باربارا والترز (روزنامه‌نگار تلویزیونی)
- ورنون ای. والترز (ژنرال ارتش ایالات متحده، هفدهمین سفیر سازمان ملل در زمان ریگان و جورج اچ دبلیو بوش)
- جیمز واربورگ (پسر پل واربورگ، برادرزاده یاکوب شیف، مروج طرح مورگنتا و " دولت جهانی ")[۲۳۷]
- پل واربورگ (بانکدار، یکی از بنیانگذاران فدرال رزرو، عضو هیئت مدیره CFR 1921-1932)
- ریک وارن (رهبر مسیحی آمریکایی، کشیش ارشد کلیسای Saddleback)
- اندرو سی وبر، (دستیار سابق وزیر دفاع در برنامه‌های دفاع هسته ای، شیمیایی و بیولوژیکی)[۲۳۸]
- کاسپار واینبرگر (پانزدهمین وزیر دفاع ایالات متحده در زمان ریگان)
- جان ویلر سوم (کهنه سرباز ویتنام، مشاور نظامی، دستیار رئیس‌جمهور، رئیس صندوق یادبود کهنه سربازان ویتنام)
- جان سی وایتهد (نهمین معاون وزیر امور خارجه ایالات متحده در زمان ریگان، رئیس بنیاد یادبود WTC، رئیس سابق گلدمن ساکس)
- آلبرت وولشتتر (تحلیلگر شرکت RAND)
- روبرتا وولشتتر (تحلیلگر شرکت RAND)
- Tadataka "Tachi" Yamada، KBE (شریک سابق Frazier Healthcare Partners)[۲۳۹][۲۴۰][۲۴۱]

### فهرست روسای هیئت مدیره
- راسل کورنل لفینگول، ۱۹۴۶–۱۹۵۳
- جان جی مک کلوی، ۱۹۵۳–۱۹۷۰
- دیوید راکفلر، ۱۹۷۰–۱۹۸۵
- پیتر جی. پیترسون، ۱۹۸۵–۲۰۰۷
- کارلا ای. هیلز، ۲۰۰۷–۲۰۱۷ (رئیس مشترک)
- رابرت ای. روبین، ۲۰۰۷–۲۰۱۷ (رئیس مشترک)
- دیوید روبنشتاین، ۲۰۱۷–اکنون

### فهرست روسا
- جان دبلیو دیویس ۱۹۲۱–۳۳
- جورج دبلیو ویکرشام ۱۹۳۳–۳۶
- نورمن اچ دیویس ۱۹۳۶–۴۴
- راسل کورنل لفینگول ۱۹۴۴–۴۶
- آلن ولش دالس ۱۹۴۶–۱۹۵۰
- هنری مریت رایستون ۱۹۵۱–۱۹۶۴
- گریسون ال. کرک ۱۹۶۴–۷۱
- بیلس منینگ ۱۹۷۱–۱۹۷۷
- وینستون لرد ۱۹۷۷–۱۹۸۵
- جان تمپل سوئینگ ۱۹۸۵–۱۹۸۶ (زمان حرفه ای)
- پیتر تارنوف ۱۹۸۶–۱۹۹۳
- آلتون فرای ۱۹۹۳
- Leslie H. Gelb 1993-2003
- ریچارد ان. هاس ۲۰۰۳–